# 영수 (후한)
영수(永壽)는 중국 후한(後漢) 환제(桓帝)의 다섯 번째 연호이다. 155년 1월에서 158년 6월까지 3년 6개월 동안 사용하였다.

## 개원
영흥(永興) 3년 1월 14일(155년 3월 5일)에 연호를 영수(永壽)로 개원함.

## 연대대조표
| 영수                | 원년       | 2년        | 3년        | 4년        |
| 서력                | 155년      | 156년      | 157년      | 158년      |
| 육십간지 (六十干支) | 을미(乙未) | 병신(丙申) | 정유(丁酉) | 무술(戊戌) |

## 같이 보기
- 중국의 연호